# Bob Stetler
Bob Stetler (East Stroudsburg, 10 ottobre 1952 – luglio 1990) è stato un calciatore statunitense, di ruolo portiere.

## Carriera
Si forma calcisticamente nella rappresentativa della East Stroudsburg University of Pennsylvania. Nella stagione 1975 viene ingaggiato dagli statunitensi del T.B. Rowdies, neonata franchigia della NASL. Con i Rowdies, pur non giocando alcun incontro ufficiale, si aggiudicò il torneo nordamericano, superando in finale i Portland Timbers.
Dal 1977 al 1979 giocò nei Washington Diplomats, sempre come riserva, raggiungendo in due occasioni gli ottavi di finale dei play-off per il titolo.
Nella stagione 1980 è in forza ai Memphis Rogues, con cui disputa la sua unica stagione da titolare, non riuscendo però a superare la fase a gironi del torneo nordamericano. 
Nella North American Soccer League 1981 passa ai S.J. Earthquakes, con cui fallisce l'accesso ai play-off per il titolo.
Contemporaneamente e successivamente al calcio si dedicò all'indoor soccer, militando in varie franchigie della NASL indoor e della MISL, vincendo la NASL indoor 1976 con i Rowdies.

## Palmarès

### Calcio
- Campionato NASL: 1

Tampa Bay Rowdies: 1975

### Indoor Soccer
- Campionato NASL indoor: 1

Tampa Bay Rowdies: 1976